# Seo Young-jae
Seo Young-jae (kor. 서영재, * 23. Mai 1995 in Wonju), im deutschsprachigen Raum unter der dort üblichen Namensreihenfolge Young-jae Seo bekannt, ist ein südkoreanischer Fußballspieler, der seit Juli 2020 bei Daejeon Hana Citizen FC unter Vertrag steht.

## Karriere
Seo spielte an der Hanyang-Universität in Seoul Fußball, bevor er im Sommer 2015 ein Probetraining bei der von Bruno Labbadia trainierten Profimannschaft des Hamburger SV absolvierte. Am 25. August 2015 wurde Seo mit einem Vertrag bis zum 30. Juni 2018 ausgestattet und in den Kader der zweiten Mannschaft integriert, die in der viertklassigen Regionalliga Nord antritt. In der Saison 2015/16 kam der Linksverteidiger auf 21 Einsätze. Im August 2016 zog sich Seo einen Außenmeniskusriss und fiel bis zum Jahresende aus, sodass er in der Saison 2016/17 auf zwölf Einsätze kam, in denen er einen Treffer erzielte. In der Saison 2017/18 absolvierte Seo unter Christian Titz 19 der bis Anfang März 20 möglichen Spiele und wurde mit seiner Mannschaft Herbstmeister.
Nachdem Titz am 13. März 2018 zum Cheftrainer der Profis befördert worden war, zog er Seo in den Profikader hoch. Am 17. März 2018 stand er erstmals bei einem Bundesligaspiel im Spieltagskader, wurde bei der 1:2-Heimniederlage des HSV gegen Hertha BSC jedoch nicht eingewechselt. In den weiteren Spielen wurde Seo nicht mehr in den Spieltagskader nominiert und kam weiterhin in der zweiten Mannschaft zum Einsatz, für die er in dieser Spielzeit in 27 Einsätzen ein Tor erzielte.
Nach dem Auslaufen seines Vertrags wechselte Seo zur Saison 2018/19 in die 2. Bundesliga zum MSV Duisburg, bei dem er einen Vertrag mit einer Laufzeit bis zum 30. Juni 2020 unterschrieb. Nachdem er unter Ilia Gruev nicht zum Einsatz gekommen war, debütierte er am 14. Dezember 2018 unter dessen Nachfolger Torsten Lieberknecht bei einer 1:2-Niederlage gegen seinen ehemaligen Verein in der 2. Bundesliga. Insgesamt kam Seo auf 7 Zweitligaeinsätze. Nach dem Abstieg des MSV in die 3. Liga verließ der Verteidiger den Verein.
Zur Saison 2019/20 wechselte Seo zu Holstein Kiel. Er erhielt beim Vorjahressechsten der 2. Bundesliga einen Vertrag bis zum Saisonende.
Anfang Juli 2020 wechselte Seo zu Daejeon Hana Citizen FC.